# 神姫バス明石営業所
神姫バス明石営業所（しんきバス あかしえいぎょうしょ）は、神姫バスの営業所の一つ。営業所の略号は「明」。
主に明石市・神戸市西区を管轄する。営業所名に「明石」とあるが、所在地は神戸市西区内である。最寄りの停留所は「南別府車庫」・「南別府1丁目」。

## 概要
明石駅・西明石駅に発着する路線の大半を担当しているが、多くは西神営業所と共同で運行している（路線図も両者と大久保出張所で共通）。
明石市内では、長らく明石市交通部（明石市営バス）も並行してバスを走らせていたが、2012年3月16日をもって事業そのものが廃止されたため、翌3月17日には同局が運行していた路線も引き継いだ。それらの路線は多くが従来から当営業所が運行してきた路線と競合するため、引き継いだ路線は運行本数がかなり少ないケースが多い。また、神戸市バスからも路線を引き継いだことがある。
運行開始当初は系統番号も西神営業所と通しで、60番台までが明石駅、70・80番台が西神中央駅、90番台が西明石駅発着の路線と分けられていた。しかし、前述の各社局から路線を譲り受けたことにより系統数が増え、現在は複数エリアの路線や明石・西神中央各駅の双方に発着する路線が混在するなど、やや曖昧になっている。

### 所在地
- 明石営業所 - 兵庫県神戸市西区南別府2-1-2（営業所略号は「明」）
- 大久保出張所 - 兵庫県明石市大久保町高丘六丁目11番地1（2006年10月1日開設。明石市営バスの高丘車庫を継承。営業所の略号は「久」）
- 白水車庫 - 兵庫県神戸市西区白水三丁目4番31号（2012年3月17日開設）

かつては「和坂一丁目」停留所付近に明石市営バスの和坂車庫があり、主に明石市東部を走る車両が所属していたが、神姫バスへの移管時に廃止された。また、和坂車庫があった当時は、「和坂一丁目」「大道町西」「明石国道事務所前」が同一の「車庫前」停留所として扱われていた。
さらに、以前の車庫は神戸市西区王塚台7丁目に所在し（現・ケーズデンキ西神戸店）、その跡地に開店したニチイ西神戸店（西神戸サティ→イオン西神戸店を経て2014年いっぱいで閉店）の大規模小売店舗法に基づく届け出上の設置者は神姫バスだった。そのため、西神中央駅・西明石駅方面行きのみ、同店舗最寄りの停留所が設置された（停留所自体は現在でも残っている）。

## 所管路線

### 高速路線
- 学園都市駅 - 洲本線 (淡路交通との共同運行)
  - 学園都市駅 - 高速舞子 - 淡路インター - 東浦インター - 本四仁井 - 北淡インター - 遠田 - 津名港 - 志筑 - 津名臨海公園 - ワールドパークおのころ - 洲本バスセンター
  - ■各停タイプの他に平日朝夕ラッシュ時に■急行タイプ（神戸三宮発着と異なり遠田も通過）もある[1]。
  - クローズドドアシステムを採用しており、本州内および淡路島内のみの利用はできない。
  - 運行会社変更に伴い2020年（令和2年）4月1日より担当。
- 北淡路西海岸ライン (本四海峡バスと共同運行)
  - 三宮バスターミナル(神姫神戸三宮BT) - 高速舞子 - 野島大石(ミエレ前) - 北淡震災記念公園下 - 富島中
  - （始発便のみ時計廻りに循環）高速舞子 → 斗の内 → 淡路高校前  → 北淡震災記念公園下 → 野島大石(ミエレ前) → 高速舞子
  - 2021年12月1日運行開始。
  - 三宮〜高速舞子のみの利用はできない。
- 神戸西快速線
  - （特急）高丘6丁目 - 天郷 -（第二神明道路）- 宮下1丁目 - 西建設事務所前 - 水谷2丁目 - 伊川谷インター前 -（阪神高速7号北神戸線・阪神高速32号新神戸トンネル）- 三宮
  - （特急）宮下1丁目 - 長畑西 - 二ツ屋公園前 - 西建設事務所前 -水谷2丁目 - 伊川谷インター前 -  (阪神高速7号北神戸線・阪神高速32号新神戸トンネル）- 三宮
  - （通勤特急）カワサキ前 -（第二神明道路・阪神高速7号北神戸線・阪神高速32号新神戸トンネル）-三宮
  - （通勤快速）カワサキ前 - 西建設事務所前 - 水谷2丁目 - 伊川谷インター前 - 北別府3丁目 - 上脇 - 神戸学院大学口 -（第二神明道路・阪神高速3号神戸線）- 三宮
  - （快速）高丘6丁目 - 天郷 -（第二神明道路）- 宮下1丁目 - 西建設事務所前 - 水谷2丁目 - 北別府3丁目 - 上脇 - 神戸学院大学口 -（第二神明道路・阪神高速3号神戸線）- 三宮 - ポーアイキャンパス
  - （快速）宮下1丁目 - 長畑西 - 二ツ屋公園前 - 西建設事務所前 - 水谷2丁目 - 伊川谷インター前 - 北別府3丁目 - 上脇 - 神戸学院大学口 -（第二神明道路・阪神高速3号神戸線）- 三宮 - ポーアイキャンパス
  - （快速）北別府3丁目 - 上脇 - 神戸学院大学口 -（第二神明道路・阪神高速3号神戸線）- 三宮 - ポーアイキャンパス
  - （快速）上脇 - 大津和 - 神戸学院大学口 -（第二神明道路・阪神高速3号神戸線）- 三宮 - ポーアイキャンパス
  - （快速）水谷2丁目 - 伊川谷インター前 - 北別府3丁目 - 上脇 - 神戸学院大学口 -（第二神明道路・阪神高速3号神戸線）- 三宮 - ポーアイキャンパス
  - （直通）神戸学院大学 -（第二神明道路・阪神高速3号神戸線）- ポーアイキャンパス
  - 2021年4月より、一部の宮下・水谷発三宮行きが統合された。この統合により、宮下発が西区役所経由から西建設事務所経由へ変更された。
  - 2021年8月より高丘6丁目・天郷以外の高丘・竜が岡地区の停留所に停車しなくなる。そのため高丘4丁目南・竜が岡中央公園前・大久保インター前の停留所は廃止となった。

### 一般路線
運賃は大半の路線が「普通区」（対距離制）で、「均一区」（「★」印を付したもの）が採用されているのは少数である。

### 系統番号について
明石駅・西明石駅発着の系統番号は、2022年3月現在以下のように分けられている。
- 0番台： 明石駅 - 国道2号方面（西明石・大久保方面）
- 10番台： 明石駅 - 県道52号方面（13 - 16、18系統のみ）
- 20番台： 明石駅 - 北王子町 - 玉津方面
- 30番台： 明石駅 - 国道175号 - 平野方面
- 40番台： 明石駅 - かすがプラザ - 西神中央駅（43、44系統のみ。それ以外の40番台は大久保駅 - 高丘方面の路線）
- 50番台： 明石駅 - 神戸学院大学・漆山方面
- 60番台： 明石駅 - 生田 - 南別府 - 伊川谷方面
- 70番台： 明石駅 - 旧浜国道 - 藤江方面（明石市交通部からの譲受路線）
- 80番台： 明石駅 - 上ノ丸 - 朝霧 - 明舞方面（同上）
- 90番台： 西明石駅 - 玉津・西神中央方面

### 10番台
いずれも明石駅から神戸市西区に向かう路線。
14系統以外の経路上には「明石陸上競技場前」停留所があるが、ここには当初明石市営バスしか停車していなかった。同局廃止翌日の2012年3月17日より停車するようになっている。その一方で、近接する「明石公園北口」停留所には停車しない。(明石公園北口停留所は、2020年4月より廃止された)

#### 13系統（櫨谷線）
神戸市西区玉津町の東部や櫨谷町を縦貫する路線で、明石営業所と西神営業所が運行。2022年4月より三木営業所も加わる。
2005年3月までは神戸市バスとの共同運行を行なっていた。その名残りで、便により経由地や終着地に差異がある。
本数は西神中央駅行がほぼ毎時2本であるが、一部に西神中央駅より先の寺谷行もある。「友清」・「カワサキ前」・「若宮団地」・「新生病院」へ向かう便は「支線」の扱いで、本数が極端に減る。
かつては鷹匠町から寺谷まで県道52号を直進していたが、1987年の西神中央駅開業以降は、櫨谷中央 - 西神中央駅間を往復運転するようになった。
明石駅は9番のりば、西神中央駅（寺谷方面）は8番のりば、西神中央駅（明石駅方面）は6番のりばから発車する。
- 明石駅 - 鷹匠町 - 明石陸上競技場前 - 明石市民病院口（旧・二越橋） - 玉津南公民館前 - 新方 - 西河原 - 高津橋 - 高津橋北 - 今津 - 西建設事務所前 - 二ツ屋東口 - 松本南口 - 松本 - 菅野 - 谷口 - 栃木（とちのき） - 長谷南口 - 櫨谷（はせたに）出張所前 - 櫨谷中央 - 西神中央駅 - 櫨谷中央 - 櫨谷小学校前 - 池谷 - 福谷南口 - 福谷  - 平尾橋 - 寺谷南口 - 寺谷
  - 明石駅～西神中央駅便がほとんどで、全区間運行されているのは数便のみ。
  - 朝に西建設事務所前始発便がある。
- 西神中央駅 - 櫨谷中央 - 櫨谷小学校前 - 池谷 - 福谷南口 - 福谷  - （友清 -） 平尾橋 - 寺谷南口 - 寺谷
  - 一部に友清を通過する便もある。
  - 2021年4月より、友清経由は西神中央駅発着便のみに短絡された。
  - 2019年9月ダイヤ改正より昼間に寺谷→西神中央駅便の運行が設定された。2021年4月改正より明石駅～寺谷便は、西神中央駅で分断される便がほとんどとなり、西神中央駅→寺谷便が設定された。
- 明石駅 - 鷹匠町 - 明石陸上競技場前 - 明石市民病院口 - 玉津南公民館前 - 新方 - 西河原 - 高津橋 - 高津橋北 - 今津 - 西建設事務所前 - 二ツ屋東口 - 若宮団地 - 松本南口 - 松本 - 菅野 - 谷口 - 栃木 - 長谷南口 - 櫨谷出張所前 - 櫨谷中央 - 西神中央駅
  - 西神営業所の単独運行で、明石駅発の数便と西神中央駅発の一日数便程度。
  - 夕方には明石駅発の若宮団地行が運行されている（明石営業所も担当）。
  - 若宮団地発の明石駅行は数便程度。
- 若宮団地 → 松本南口 → 松本 → 菅野 → 谷口 → 栃木 → 長谷南口 → 櫨谷出張所前 → 櫨谷中央 → 西神中央駅 → 櫨谷中央 → 櫨谷小学校前 → 池谷 → 福谷南口 → 福谷 → 平尾橋 → 寺谷南口 →寺谷
  - 西神営業所の運行で、朝の1本寺谷行のみ。
- 明石駅 - 鷹匠町 - 明石陸上競技場前 - 明石市民病院口 - 玉津南公民館前 - 新方 - 西河原 - 高津橋 - 高津橋北 - 今津 - 西建設事務所前 - 二ツ屋東口 - 松本南口 - カワサキ前
  - 川崎重工業西神戸工場への通勤路線。
- 【直通】明石駅  - カワサキ前
  - 川崎重工業西神戸工場への直通便。2013年4月1日に新しく設定され、途中の停留所には止まらない。運行は平日朝のカワサキ前行、夕方の明石駅行のみであるが、工場休業の平日は運休、工場営業の土日祝は臨時運行されることもある。
  - 明石駅行は通常便に加えて、水曜日のみ運行する便もある。
  - 方向幕に13は表示されない。
- 明石駅 - 鷹匠町 - 明石陸上競技場前 - 明石市民病院口 - 玉津南公民館前 - 新方 - 西河原 - 高津橋 - 高津橋北 - 今津 - 西建設事務所前 - 玉津健康福祉ゾーン - 新生病院
  - さざんか療護園の利用者向けの路線。かつては西神戸ホームに発着していたが、閉鎖によりさざんか療護園に変更され、更にさざんか療護園が移転するのに伴い2013年4月1日のダイヤ改正より手前の新生病院での折り返し運転となる。

#### 14系統（北別府線）
神戸市西区伊川谷町を縦貫する路線で、明石営業所と西神営業所が運行。
13系統と共に神戸市バスとの共同運行を行なっていた。
本数は明石駅 - 白水橋 - 伊川谷小学校前 - 伊川谷駅間が1時間に1～2本。明石駅 - 白水橋 - 伊川谷小学校前 - 伊川谷駅 - 名谷駅間が2時間に1本。明石駅 - 和井取口 - 北別府 - 伊川谷駅が毎時1～2本。他、明石駅 - 白水橋 - 北別府 - 伊川谷駅の系統もある。なお、「白水」・「北別府」へ向かう便は「支線」の扱いである。
東河原 - 伊川谷出張所前間は3通りのルートがあるが、もともとあったのは伊川谷小学校前経由で、その後1987年に白水橋・北別府経由が、2005年に和井取・北別府経由が新設された。
もともとは黒橋・明石高校前経由であったが、神明道路の工事で現在の西河原経由になった。またかつては、中畑から妙法寺を通って神戸駅まで足を伸ばす系統もあったが、1977年の地下鉄開業以降は名谷駅発着となった。
単独運行開始時は伊川谷小学校経由と北別府3丁目経由がほぼ交互に渡って運行されていたが、和井取・白水地区の宅地開発が進み、人口が増加したことに伴い、北別府3丁目経由の大半を白水1丁目経由に置き換えた関係で、北別府3丁目経由が大幅に削減された。
沿線にある太山寺温泉へのアクセス路線でもあり、昼間には伊川谷駅 - 太山寺の区間系統も1時間に1本運行されていたが、2010年のダイヤ改正で乗り入れは廃止された。
2009年4月1日のダイヤ改正で方向幕での表示が運行経路ごとに区別されるようになった。
明石駅は10番のりば、伊川谷駅（名谷駅方面）は1番のりば、伊川谷駅（明石駅方面）は2番のりば、名谷駅は7番のりばから発車する。
- 明石駅 - 鷹匠町 - 明石陸上競技場前 - 明石市民病院口 - 玉津南公民館前 - 新方 - 西河原 - 東河原 - 白水橋 - 白水東口 - 伊川谷小学校前 - 前川橋 - 新末田橋 - 伊川谷出張所前 - 池上5丁目 - 長坂橋 - 小寺橋 - 伊川谷駅 - 前開 - 新川橋 - 大山寺小学校前 - 前開上 - 太山寺 - 布施畑 - 布施畑口 - 中畑 - 白川台 - 白川台センター前 - 白川台南口 - 落合団地前 - 名谷駅
  - 明石駅～伊川谷駅便がほとんど運行される。
  - 一部に明石駅～伊川谷出張所前便がある。
  - 休校日運休であるが平日一本のみ、太山寺小学校前→布施畑口便もある。
  - 14の通常表示。
- 明石駅 - 鷹匠町 - 明石陸上競技場前 - 明石市民病院口 - 玉津南公民館前 - 新方 - 西河原 - 東河原 - 神戸鉄工団地西 - 和井取口 - （→白水1丁目西） - 白水1丁目東- 北別府5丁目 - 丁の山公園 - 伊川谷インター前 - 北別府3丁目 - 伊川谷惣社前 - 伊川谷出張所前 - 池上5丁目 - 長坂橋 - 小寺橋 - 伊川谷駅
  - 一部に明石駅～北別府3丁目便がある。
  - 14表示（四角に囲まれている）。
- 明石駅 - 鷹匠町 - 明石陸上競技場前 - 明石市民病院口 - 玉津南公民館前 - 新方 - 西河原 - 東河原 - 白水橋 - 白水3丁目 - 北別府5丁目 - 丁の山公園 - 伊川谷インター前 - 北別府3丁目 - 伊川谷惣社前 - 伊川谷出張所前 - 池上5丁目 - 長坂橋 - 小寺橋 - 伊川谷駅
  - 早朝のみ白水3丁目→伊川谷駅便がある（白水車庫出庫の明石営業所の単独運行）。
  - 14表示（反転。黒数字で周りがオレンジ）。

#### 15系統（白水線）
2005年4月に設定された。13系統を補完する位置付けにあり、明石北隣地区から西神南ニュータウンへのアクセス路線でもある。本数は毎時1本程度で、明石営業所と西神営業所が運行。
かつては明石駅 - 西河原 - 神戸西高校の路線が15系統を名乗っていたが、同路線は26系統に改番された。
明石駅は9番のりば、西神南駅は3番のりばから発車する。
- 明石駅 - 鷹匠町 - 明石陸上競技場前 - 明石市民病院口 - 玉津南公民館前 - 新方 - 西河原 - 高津橋 - 高津橋北 - 今津 - 水谷2丁目 - 大谷 - 和井取 - （→白水1丁目西） - 白水1丁目東 - 北別府5丁目 - 丁の山公園 - 伊川谷インター前 - 永井谷 - 井吹西小学校南 - 井吹台西町3丁目 - 西神南駅
  - 一部に明石駅～白水1丁目東及び伊川谷インター前便がある。
  - 2022年4月から社会実験で井吹西小学校南が設置されている。

#### 16系統（赤羽線）
明石駅と赤羽団地内を結ぶ系統で、明石営業所と西神営業所が運行。赤羽平池 - 赤羽グリーンタウン内は一方向にのみ運行される。
同じ16系統だが、運行には3パターンある。明石駅～赤羽グリーンタウン～明石駅の循環便（主に日中）。明石駅～赤羽グリーンタウン終着の便（主に夕方以降）。赤羽平池始発～明石駅の便（主に昼過ぎまで）。明石営業所と西神営業所の共同運行だが、西神営業所は循環便のみの運行。というのも、赤羽始発・終着便はその直前後車庫からの回送となるため、明石営業所の運行となっている。
本数は日中は毎時1~2本だが、ラッシュ時には毎時3本に増える。かつては明石高校前を経由する関係で55系統を名乗っていたが、2001年8月に玉津南公民館前経由に変更され、現番号に改番された。
一方向循環運行に変更後、赤羽グリーンタウン始発の明石駅行が平日朝に1便のみ設定されていたが、明石駅→試験場直通系統の廃止と共に消滅した。この便は試験場到着後に赤羽グリーンタウンまで回送され、同停留所より客扱いして明石駅へ戻るという運用であった。
明石駅は6番のりばから発車する。
- 明石駅 - 鷹匠町 - 明石陸上競技場前 - 明石市民病院口 - 玉津南公民館前 - 玉津東団地前 - 東玉津橋 - 井出 - 「赤羽平池 → 赤羽中央 → 赤羽グリーンタウン → 赤羽神社南」
  - 先述の通り、一部は赤羽グリーンタウン終着便、赤羽平池始発便もある。ただし、終着便の方向幕は循環便と同様で、"止"表示はない。

#### 18系統（西神工業団地線）
2019年4月1日のダイヤ改正で新設された運行系統で、明石営業所と西神営業所が運行。明石駅から西神工業団地方面への直通便。これまでは明石駅から西神工業団地方面への路線が無く、明石駅から西神工業団地方面への通勤の利便性が向上した（これまでは西神中央駅前での乗り換えが必要だった。）。
快速便は明石駅〜高塚台5丁目間をノンストップで運転する。各停はカワサキ前にも乗り入れる。西神中央駅前にも乗り入れないので乗車の際には注意が必要である。
なお18系統は大久保地区（高丘7・天郷 - 中央センター - 山の下 - 大久保駅）でも運行されているが、運行地域が重複していない為、混同することは無い。
明石駅は5番のりばから発車する。
- 明石駅 → 高塚台5丁目 → 食品団地前 → 高塚台2丁目 → 高塚台1丁目 → 興亜池公園北 → 興亜池公園南（西神工業団地）
  - 明石駅発のみ運転の快速系統。

- 興亜池公園南（西神工業団地）→ 興亜池公園北 → 高塚台1丁目 → 高塚台2丁目 → 食品団地前 → 高塚台5丁目 → カワサキ前 → 松本南口 → 二ツ屋東口 → 西建設事務所前 → 今津 → 高津橋北 → 高津橋 → 西河原 → 新方 → 玉津南公民館前 → 明石市民病院口 → 明石陸上競技上前 → 鷹匠町 → 明石駅
  - 午後以降の便で運行されているカワサキ前経由の系統。こちらは明石駅発は無く、興亜池公園発の便のみ設定。

### 20番台

#### 20・21系統（王子線）
明石市民病院や兵庫県立がんセンターへの通院者向けの路線。20系統は明石市営バスから継承した路線の一つで、2012年3月より明石営業所と西神営業所が運行。
両系統の経由地は同じだが、通過する順が異なり、がんセンターへは21系統の方が所要時間が短い。
2021年4月より、大道町西バス停が休止され、北王子町経由に経路変更された。
20系統（大道町に先着）★
かつては市役所前 - 大道町西（旧：車庫前）の路線。2005年10月のダイヤ改正で、がんセンター線（現：23系統）の大部分を統合し、半数が市役所前 - がんセンター - 明石国道事務所・和坂1丁目（どちらも旧：車庫前）の系統に移行した。なお、当時の明石国道事務所は降車専用で、がんセンター線の終着停留所として機能していた。
2009年4月1日のダイヤ改正で平日昼間時間帯に明石駅発市民病院止まりの系統が新設された。これは2012年3月以降81系統に継承される。2012年3月のダイヤ改正で、大道町西発着とがんセンター経由が統合され、20・21系統となる。2019年4月のダイヤ改正で市役所前発着便が廃止となった。
明石駅は14番のりばから発車する。
- 明石駅 → 鷹匠町 → 明石陸上競技上前 → 明石市民病院◆ → 茶園場町 → 西新町1丁目 → 王子 → 大道町東 → 明石国道事務所前 → がんセンター → 北王子町 → 茶園場町 → 西新町1丁目 → 茶園場町 → 明石市民病院 → 明石陸上競技上前 →鷹匠町 → 明石駅
  - 一部は◆印の明石市民病院を通過する。なお、2021年4月改正までは通過便は20表示（反転）で途中から20表示となっていた。
  - 深夜に大道町東終着便がある。

21系統（がんセンターに先着）★
明石駅は14番のりばから発車する。
- 明石駅 → 鷹匠町 → 明石陸上競技上前 → 明石市民病院 → 茶園場町 → 西新町1丁目 → 北王子町 → がんセンター → 明石国道事務所前  → 大道町東 → 王子 → 茶園場町 → 西新町1丁目 → 茶園場町 → 明石市民病院◆→ 明石陸上競技上前 →鷹匠町 → 明石駅
  - 一部は◆印の明石市民病院を通過する。なお、2021年4月改正までは通過便は途中で21から21表示（反転）になっていた。
  - 早朝に大道町東始発便がある。

#### 22・22A・23系統（がんセンター線）
明石駅・西明石駅から、県立がんセンター・王塚台・西明石町を通って結ぶ路線。22A・23系統は、県立リハビリセンターを経由する便を指す。明石営業所と西神営業所が運行。
22・22A系統はほぼ毎時2本設定され、過去には日中の毎時1本は「銀座」を始発としていた。
23系統は、明石市営バスのがんセンター線（明石駅 - がんセンター - 明石国道事務所・和坂1丁目）と神姫バスの21系統（明石駅 - がんセンター - 県立リハビリセンター）を2012年3月16日に統合したものである。明石市営バス運行便は、かつて毎時2本程度運行されていたが、2005年10月のダイヤ改正で大部分が現在の20・21系統に統合され、結果として日に数本程度の運行となった。旧神姫バス運行便は、一部が西区役所行として運行されていた。
途中にある「西明石町」停留所はかつて『花園』と名乗っていた時期があり、旧式の方向幕（経由地が緑字、行先が黒字のもの）では『成人病センター・花園（西明石町）経由 西明石駅』と表記されていた時期があった。
2022年4月より、鷹匠町は明石年金事務所前に変更された。
22系統
明石駅は14番のりば、西明石駅は1番のりばから発車する。
- 明石駅 - 明石年金事務所前 - 西新町1丁目 - 北王子町 - がんセンター - 明石国道事務所前 - 変電所前 - 吉田 - 玉津曙 - （→玉津曙北） - 王塚台東口 - 王塚台5丁目 - 王塚台1丁目 - 鳥羽 - 鳥羽南 - 西明石町3丁目 - 西明石町5丁目 - 松の内 - （←国道西明石） - （→西明石駅東口（降車専用）） - 西明石駅
  - 一部に西明石駅～王塚台東口便がある。
  - 西明石町3丁目と西明石町5丁目には明石駅方面のバス停標柱が存在しない。これは後述の22A系統も同様。

22A系統
明石駅は14番のりば、西明石駅は1番のりばから発車する。
- 明石駅 - 明石年金事務所前 - 西新町1丁目 - 北王子町 - がんセンター - 明石国道事務所前 - 変電所前 - 吉田 - 玉津曙南口 - 県立リハビリセンター - （→玉津曙） - （→玉津曙北） - 王塚台東口 - 王塚台5丁目 - 王塚台1丁目 - 鳥羽 - 鳥羽南 - 西明石町3丁目 - 西明石町5丁目 - 松の内 - （←国道西明石） - （→西明石駅東口（降車専用）） - 西明石駅
  - 玉津曙が西明石駅行のみなのは、明石駅行は車線の関係上不可能であるため。

23系統
明石駅は14番のりばから発車する。
- 明石駅 - 明石年金事務所前 - 西新町1丁目  - 北王子町 - がんセンター - 明石国道事務所前 - 変電所前 - 吉田 - 玉津曙南口 - 県立リハビリセンター
  - かつては県立リハビリセンターに行かず、西区役所（現：玉津支所前）を終点とする系統もあった。

#### 25系統 (中野住宅実験線)
25系統
明石駅は14番のりばから発車する。
- 明石駅 - 明石年金事務所前 - 西新町1丁目 - 北王子町 - がんセンター - 明石国道事務所前 - 変電所前 - 吉田 - 玉津曙南口 - 県立リハビリセンター - （→玉津曙） - （→玉津曙北） - 王塚台東口 - 王塚台5丁目 - 中野東口 - 「中野１丁目北 - 丸山公園前 - 出合中野公園 - 中野２丁目南 - 中野１丁目南」

西神営業所の単独運行。

#### 26・27系統（玉津北環状線）
神戸市西区玉津町を縦貫する路線で、2001年8月に設けられた。出合橋 - 宮下1丁目間は当路線のみが発着する。
従来の15系統（明石駅 - 西河原 - 玉津曙 - 神戸西高校）を引き継ぐ形で設けられた。同時に、持子を経由する25系統も設定されたが、2002年3月に消滅した。
本数は毎時1本前後ある26系統を基本に、朝のラッシュ時には宮下1丁目発→明石駅行きのみ運行される27系統も加わる。
明石営業所と西神営業所が運行。
26系統
明石駅は6番のりばから発車する。
- 明石駅 - 鷹匠町 - 明石陸上競技場前 - 明石市民病院口 - 玉津南公民館前 - ベルデ玉津前 - 玉津環境センター前 - 吉田 - 玉津曙 - （→玉津曙北）  - 王塚台7丁目 - 出合橋 - 小山3丁目 - 丸塚2丁目 - 丸塚会館前 - 二ツ屋公園前 - 二ツ屋北 - 長畑東 - 長畑西 - 宮下3丁目 - 宮下2丁目 - 宮下南 - 宮下1丁目
  - 開業当初は西区役所 - 玉津インターを経由する経路だったが、丸塚・二ツ屋地区で宅地開発が進み、人口が増加したことに伴い、丸塚 - 二ツ屋 - 長畑を経由する経路となった（この時に行先の表記が『宮下1丁目』から『玉津北環状』に変更）。

27系統
- 宮下1丁目 → 宮下南 → 宮下2丁目 → 宮下3丁目 → 長畑西 → 長畑東 → 二ツ屋北 → 二ツ屋公園前 → 丸塚会館前 → 丸塚2丁目 → 小山3丁目 → 出合橋 → 王塚台7丁目 → 玉津曙 → 吉田 → 変電所前 → 明石国道事務所前 → がんセンター → 北王子町 → 西新町1丁目 → 明石年金事務所前 → 明石駅
  - 22系統と26系統を足し合わせたような路線。26系統と同じく、2001年8月に設定された。
  - 朝のラッシュ時、明石駅行のみ運行。
  - 明石国道事務所前停留所は2012年3月17日に新設された停留所である。

旧25系統（廃止）
- 明石駅 - 持子 - 玉津北環状
  - 2001年8月 - 2002年3月のみ設けられた、26系統の前身。

#### 29系統（印路線）
明石駅から、明石川の右岸を通って西神中央駅へ向かう路線である。西神営業所の単独運行。
明石駅は6番のりばから発車する。
- 明石駅 - 西新町1丁目 - こどもセンター - 玉津曙 - 王塚台 - 出合中野住宅 - 中村
- 中野1丁目北→出合中野公園→王塚台→玉津曙→こどもセンター→西新町1丁目→明石駅
- 中津→中村→環境西事業所前→平野小学校前
- 平野小学校前→黒田→堅田南→平野小学校前
- 平野小学校前→堅田南→黒田→印路→出合中野住宅→王塚台→玉津曙→こどもセンター→西新町1丁目→明石駅

このうち平野小学校前発着の通学用の便については2025年3月で廃止予定。

### 30番台

#### 30・直通系統（平野線）
滝川第二中学校・高等学校への通学路線。36系統（三木線）の区間便と捉えることもできる。
明石営業所と西神営業所が運行。
運行時刻表が神姫バスにより発表されているものの、学校の運営形態や行事などにバスのダイヤを対応させる必要がある。そのため、毎月滝川第二高校・神姫バス間で交渉を行いその末に滝川第二中学校・高等学校ホームページで発表される専用の運行時刻表が使用されているのが現状である。
明石駅は4番のりばから発車する。
- 明石駅 - （→らぽす前） - 明石郵便局前 - 国道西新町 - 硯町 - 和坂1丁目 - 変電所前 - 吉田 - 玉津曙 - （→玉津曙北） - 王塚台7丁目 - 出合橋 - 玉津支所前 - 玉津インター前 - 平野八幡神社前 - 向井 - （←環境西事業所前） - 滝川第二中学高校
  - 2021年4月のダイヤ改正より滝川第二中学高校行きに限り環境西事業所前に停車しなくなった。交通量の多い国道175号線において左レーンに寄り環境西事業所前停留所に停車した直後、下村交差点で右折レーンに入ることが困難だからである。
  - 明石駅 - 平野八幡神社前は、早朝深夜を中心に運転。
  - 滝川第二中学校・高等学校が休校日の場合は滝川第二中学高校行きは運休、明石駅行きは環境西事業所前始発で運行する。

- 【直通】明石駅  - 滝川第二中学高校
  - 学校行事が催される時は臨時便が運行される場合がある。
  - 滝川第二中学校・高等学校が休校日の場合は運休。

#### 31系統（休止）
- 明石駅 - 硯町 - 平野橋 - 堅田橋、明石駅→硯町→平野橋→印路→硯町→明石駅

#### 32系統（休止）
- 明石駅 - 硯町 - 印路 - 黒田
  - 共に平野小学校への通学路線。平野小学校へは29系統（印路線）を利用すると良い。
  - 晩年は、下校時間帯に32系統の黒田発→明石駅行きのみ設定されていた。2004年4月に旧24系統と統合され、現在の29系統に同様の設定がある。

#### 35系統（押部谷線）（休止）
- 明石駅 - 平野小学校前 - 押部谷(栄)
  - 明石と神戸市西区押部谷町を結ぶ中距離路線。
  - 堅田南 - 高和間は2通りの経路があり、和田経由と養田経由がほぼ半数ずつ走る。
  - かつては双方合わせて毎時1本前後あったが、現在は日中の便が37系統に置き換えられたため朝と夕方のみの運行。特に押部谷方面の和田経由は土休日は運行されない。
  - 2021年4月より路線休止。

#### 36系統（三木線）
- 明石駅 - 平野小学校前 - 三木 - 社
  - 毎時2本前後で、半数が明石駅 - 三木営業所間のみ運行の中距離路線。
  - 三木営業所と社営業所が運行。
  - 明石駅発着路線で一番長距離路線でもある。

#### 37系統（堅田線）（休止）
- 明石駅 - 平野小学校前 - 堅田 - 西神中央駅
  - 神戸市西区平野町の左岸を縦貫し、明石駅と西神中央駅の両ターミナルに接続する。
  - かつては48系統を名乗っていて、本数は一日2 - 3往復と少なかった。また、2003年3月までは堅田 - 高塚高校前間で養田・高塚台を経由していた。
  - 2004年4月に改番の上、35系統の日中分を引き継ぎ、日中のみ毎時1本の運行となっている。
  - 2022年3月31日の運行をもって休止。

#### 37A系統
- 明石駅 - （→らぽす前） - 明石郵便局前 - 国道西新町 - 硯町 - 和坂1丁目 - 変電所前 - 吉田 - 玉津曙 - （→玉津曙北） - 王塚台7丁目 - 出合橋 - 玉津支所前 - 玉津インター前 - 平野八幡神社前 - 向井 - 環境西事業所前 - 平野小学校前 - 平野橋 - 西戸田局前 - 常本口 - 黒田 - 堅田橋 - 堅田南 - 堅田 - 高塚高校前 - 西神中央駅
  - 平日のみで1日1往復
  - 西神営業所が運行。

### 40番台

#### 43系統（芝崎・西神線）
玉津曙・かすがプラザを経由して、明石駅と西神中央駅を結ぶ路線。
東西に長い西神ニュータウンの中心部を貫く上に、沿線に商業施設が多く、幹線道路沿いを中心に通るため、日中でも毎時4本運行されている。
その旺盛な需要に応えるため、明石営業所と西神営業所、三木営業所が運行。2024年4月1日から大久保出張所も一部担当。かつては三木営業所による運行時に限り、ワンロマ車が充当されていた。
なお、明石駅ののりばには明石駅から西神中央駅まで乗り通す場合はこの系統に乗車する旨の注意書きが掲示されている。（35系統や37系統だと大回りになるので、所要時間と運賃が43系統利用よりも余分にかかる。）
2020年4月1日より、平日朝ラッシュ時に快速便として芝崎→西神中央駅ノンストップの便の運行が開始された。
明石駅 - 硯町 - 国道175号方面のメイン路線である。
明石駅は3番のりばから、西神中央駅は7番のりばから発車する。
- 明石駅 - （→らぽす前） - 明石郵便局前 - 国道西新町 - 硯町 - 和坂1丁目 - 変電所前 - 吉田 - 玉津曙 - （→玉津曙北） - 王塚台7丁目 - 出合橋 - 玉津支所前 - 玉津インター前 - 平野八幡神社前 - 芝崎 - 春日台4丁目 - かすがプラザ前 - 春日台3丁目 - 春日台2丁目 - 美賀多台4丁目 - 美賀多台3丁目 - 美賀多台2丁目 - 西神中央駅

2022年2月17日より、西区役所が西神中央駅前に移転したため、西区役所前から玉津支所前にバス停名が変更された。

#### 44系統（向井・西神線）
- 明石駅 - （→らぽす前） - 明石郵便局前 - 国道西新町 - 硯町 - 和坂1丁目 - 変電所前 - 吉田 - 玉津曙 - （→玉津曙北） - 王塚台7丁目 - 出合橋 - 玉津支所前 - 玉津インター前 - 平野八幡神社前 - 向井 - 環境西事業所前 - 春日台4丁目 - かすがプラザ前 - 春日台3丁目 - 春日台2丁目 - 美賀多台4丁目 - 美賀多台3丁目 - 美賀多台2丁目 - 西神中央駅
  - 2022年4月1日より運行開始
  - 日中の43系統を全て44系統で運行

### 50番台（漆山線）
経路上には運転免許試験場や神戸学院大学、および兵庫県立明石高等学校・伊川谷高等学校があるため、学生や受験生が集まり、特に平日は日中でも激しく混雑する。利用者が最も多い路線であるが故に、該当系統ののりばには係員が配備されており、乗客への案内や行列の整理に当たっている他、乗車車両への誘導も行っている。
明石駅を出て数分の地点にある黒橋交差点のすぐ北には、JR神戸線や山陽電鉄本線を乗り越える急峻なオーバーパスがある。近年になって交差点の形状が改良され、旺盛な需要にも応えるため、2010年10月1日のダイヤ改正以降は長尺のノンステップ車も運行に就いている。
黒橋交差点改良前の長尺ノンステップバスには『黒橋交差点通行不可』の注意書きが運転席に掲示されていた。

#### 55系統
主に神戸学院大学の通学時間帯に合わせて設定され、通学の足としての側面が強い。56・57系統の区間運転と捉えることもできる。明石営業所と西神営業所が運行。
大学でのイベント開催時や受験シーズンには臨時便が運行される。名目上は通常の55系統を名乗っているが、車両の前後に『臨時4』や『臨時10』といった標識板を掲示する。西神営業所・大久保出張所からも応援に駆け付けており、各車の所属先は標識板の色で識別が可能（明石車は黄色だが、西神車はピンク、大久保車は白）。以前は臨時便を表す標識板を掲示していたが、最近になって方向幕に『臨時』の文字が表記された為、臨時便の標識板の掲示は無くなった模様。（方向幕の表示は『臨時　神戸学院大学（直通）』、『臨時　明石駅（直通）』、『臨時　伊川谷駅（直通）』、『臨時　朝霧駅（直通）』となっている。）
かつては明石駅 - 神陵台や明石駅 - 明石高校前 - 赤羽グリーンタウンの路線も55系統を名乗っていた。
明石駅は7番のりばから発車する。
- 明石駅 - アスピア明石前 - 天文町 - 休天神前 - 黒橋 - 人丸小学校前 - 大野 - 明石高校前 - 免許試験場 - 自動車学校前 - 石塚 - 漆山下 - 日向前 - 有瀬橋 - 神戸学院大学

#### 56系統
神戸市西区伊川谷町有瀬にある漆山地区を経由し、伊川谷駅とを結ぶ路線。漆山から先は神陵台方面と伊川谷駅方面の二手に分かれ、半々の割合でほぼ毎時2本の運行。
明石営業所と西神営業所が運行。
神陵台方面は、かつて55系統を名乗っていた。55系統から56系統に変更されたのは、神戸市バスや山陽バスが朝霧駅前 - 明舞センター - 神陵台系統を「55系統」として運行しており、混同を防止するためである（かつての明石市営バスは系統番号なし）。
なお、平日のラッシュ時に運行される伊川谷駅 - 伊川谷高校前直通便も56系統に分類される。
明石駅発に限り、他系統含め神戸学院大学の方転場を唯一入らないので利用の際には注意が必要。
明石駅は7番のりば、伊川谷駅は4番のりば、神戸学院大学（伊川谷駅方面）は道路上ののりば、神戸学院大学（明石駅方面）は1番のりばから発車する。
- 明石駅 - アスピア明石前 - 天文町 - 休天神前 - 黒橋 - 人丸小学校前 - 大野 - 明石高校前 - 免許試験場 - 自動車学校前 - 石塚 - 漆山下 - 日向前 - 有瀬橋 - 神戸学院大学 - 漆山上 - 漆山 - 伊川谷高校前 - 長坂 - 長坂橋 - 小寺橋 - 伊川谷駅
  - 一部は長坂始発終着便がある。
- 明石駅 - アスピア明石前 - 天文町 - 休天神前 - 黒橋 - 人丸小学校前 - 大野 - 明石高校前 - 免許試験場 - 自動車学校前 - 石塚 - 漆山下 - 日向前 - 有瀬橋 - 神戸学院大学 - 漆山上 - 漆山 - 長尾辻 - 神陵台
  - 神陵台発着系統は、かつて55系統を名乗っていた。
- 【直通】伊川谷駅 - 伊川谷高校前
  - 通学時間帯に運行されている伊川谷高校直通系統（この系統も56系統に分類されている）。

#### 57系統
神戸学院大学までは他の系統と同じルートだが、そこから分岐し池上地区を経由して伊川谷駅や学園都市駅を結ぶ路線。学園都市駅まで足を延ばすのは、かつて同駅が地下鉄西神・山手線の終着地だった名残りである。
現在は毎時4本の運行で、「伊川谷連絡所前」経由と「池上2丁目」経由の2ルートがほぼ交互に運行される。かつては「伊川谷出張所前」で明石駅方面へ折り返す便もあった。
2005年3月までは神戸市バスとの共同運行だった。当時は、起点が明石駅（神姫）／神戸学院大学（神戸市）、経由地が伊川谷連絡所／池上2丁目、終点が伊川谷駅／学園都市駅で合計2×2×2=8通りの運転系統がほぼ同数ずつあったが、2005年4月以降、55系統の一部も統合して、明石駅 - 神戸学院大学 - 伊川谷出張所前 - 学園都市駅、明石駅 - 神戸学院大学 - 池上2丁目 - 伊川谷駅の2つの運転系統にほぼ統合された。
神戸学院大学 - 伊川谷駅直通系統も57系統に分類される。なお、神戸学院大学始発は池上2丁目経由で、伊川谷駅始発は伊川谷高校前経由で運行する。
2009年4月1日のダイヤ改正で方向幕での表示が運行経路ごとに区別されるようになり、これまで通りの57表示の上脇経由便に対し、「池上2丁目」経由便は系統番号の配色が反転した57表示となる。
2010年10月1日のダイヤ改正で、平日夜間に明石駅⇒神戸学院大学⇒上脇止まりと、伊川谷駅⇒池上2丁目⇒上脇止まりの系統が新設された。
上脇発伊川谷駅行は池上2丁目を経由するので、通常の伊川谷方面ののりばではなく、反対の明石駅方面ののりばからの発着となる。また伊川谷駅発上脇止まりは明石駅方面ではなく伊川谷駅方面ののりばで降車扱いとなる。（終着車両は伊川谷方向を始発車両は学院方向を向いているが、これは池上2丁目を経由している為である。池上2丁目を経由する事により最寄りの南別府車庫への入出庫が効率よく行われている。伊川谷出張所での転回が不要となるため。）以前は上脇経由に限り伊川谷出張所発着系統が存在していた。
2019年4月改正で明石駅〜学園都市駅の特急バスが新設された。
この特急バスは明石駅- 池上5丁目- 学園東町 - 学園都市駅のみ停車する。特急バスを名乗っているが、車両は一般車両で運行されている(他の営業所で「特急」と表示する車両は全て特高車（高速バス車両）が使用されている）。なお、伊川谷駅を経由しないので利用の際には注意が必要。
明石営業所と西神営業所が運行。
明石駅は7番のりば（特急は4番のりば）、伊川谷駅（学園都市駅方面）は1番のりば、伊川谷駅（明石駅方面）は4番のりば、学園都市駅は1番のりば（特急も同じのりば）、神戸学院大学（伊川谷駅方面）は3番のりば、神戸学院大学（明石駅方面）は1番のりばから発車する。
- 明石駅 - アスピア明石前 - 天文町 - 休天神前 - 黒橋 - 人丸小学校前 - 大野 - 明石高校前 - 免許試験場 - 自動車学校前 - 石塚 - 漆山下 - 日向前 - 有瀬橋 - 神戸学院大学 - 神戸学院大学口 - 大津和 - 上脇 - 伊川谷出張所前 - 池上5丁目 - 長坂橋 - 小寺橋 - 伊川谷駅 - 前開 - 新川橋 - 太山寺小学校前 - 学園東町 - 学園都市駅
  - 上脇経由の伊川谷駅発着系統は一部に設定されている。
  - 57の通常表示。
- 明石駅 - アスピア明石前 - 天文町 - 休天神前 - 黒橋 - 人丸小学校前 - 大野 - 明石高校前 - 免許試験場 - 自動車学校前 - 石塚 - 漆山下 - 日向前 - 有瀬橋 - 神戸学院大学 - 神戸学院大学口 - 大津和 - 池上中央公園 - 池上2丁目 - 池上5丁目 - 長坂橋 - 小寺橋 - 伊川谷駅 - 前開 - 新川橋 - 太山寺小学校前 - 学園東町 - 学園都市駅
  - 池上2丁目経由の学園都市発着系統はごく少数の運行。
  - 朝に神戸学院大学～伊川谷駅の区間便も設定されている。
  - 57表示（反転。黒数字で周りがオレンジ）。
- 上脇 - 池上中央公園 - 池上2丁目 - 池上5丁目 - 長坂橋 - 小寺橋 - 伊川谷駅
  - 57表示（反転。黒数字で周りがオレンジ）。
- 【特急】明石駅 - 池上5丁目 - 学園東町 - 学園都市駅 (ユニティエクスプレス)

#### 明石駅 - 神戸学院大学（直通）
明石駅と神戸学院大学を、ノンストップで直通する路線。
国道2号や免許試験場を通らず、明石駅 - 玉津南公民館 - 神明道路（旧道）を走る。
通常は明石駅⇒神戸学院大学の片道運行だが、時期により逆方向の臨時便が運行される。
神戸学院大学発の明石駅行直通は55系統と同じルートで運行されていたが、2012年3月のダイヤ改正により、明舞線（80系統など）の系統と同じ運行経路に変更されていた（国道2号の天文町付近の渋滞回避のため）が、2024年以降は55系統と同じルートでの運行に戻っている。
なお、黒橋交差点改良前で神戸学院大学⇒明石駅直通便が長尺ノンステップ車で充当された場合は、往路と同じく旧神明経由で明石駅に戻っていた。（この場合に限り降車は南口で扱っていた。通常は北口で扱っている。）
- 【直通】明石駅 - 神戸学院大学
- 【直通】神戸学院大学 - 明石駅※臨時便のみ

### 60番台（南別府線）
明石駅と伊川谷出張所を最短距離で結ぶ路線。かつては伊川谷地区を通る唯一の路線であった。
明石駅 - 伊川谷駅は毎時1本前後の運行。明石駅 - 南別府車庫も毎時1〜2本前後であるが、運行しない時間帯もある。
朝ラッシュ時と夜間には伊川谷出張所前終着便もある。また、平日の朝ラッシュ時に1本だけ運行されていた明石高校前 - 免許試験場の直通便もこの系統に含まれていたが、2010年10月1日のダイヤ改正で廃止された。
明石営業所と西神営業所が運行。しかし、西神営業所は車庫方面の運用に就かない。
系統番号は「66」だが、上記の他に伊川谷駅と南別府車庫を結ぶ出入庫便もあり、それに限って「68」が設定されている（明石営業所の単独運行）。
明石駅は7番のりば、伊川谷駅は3番のりばから発車する。

#### 66系統
- 明石駅 - アスピア明石前 - 天文町 - 休天神前 - 黒橋 - 人丸小学校前 - 大野 - 明石高校前 - 免許試験場 - 自動車学校前 - 生田 - 伊川谷住宅前 - 南別府1丁目 - 伊川谷出張所前 - 池上5丁目 - 長坂橋 - 小寺橋 - 伊川谷駅
  - 朝と夜間には伊川谷出張所始発終着便がある。
- 明石駅 - アスピア明石前 - 天文町 - 休天神前 - 黒橋 - 人丸小学校前 - 大野 - 明石高校前 - 免許試験場 - 自動車学校前 - 生田 - 伊川谷住宅前 - 南別府車庫

#### 68系統
- 南別府車庫 - 南別府1丁目 - 伊川谷出張所前 - 池上5丁目 - 長坂橋 - 小寺橋 - 伊川谷駅

### 70番台
全て明石市営バスから譲り受けた路線で、2009年4月より運行されている。明石営業所と大久保出張所が運行（74系統を除く）、運賃は「均一区」制。
藤江駅方面の路線は、1960年代までは山陽バス（当時の山陽電気鉄道自動車営業本部）との共同運行だった。

#### 70 - 72系統（藤江線）
明石駅と藤江駅を結ぶ路線。経由地によって系統が分けられているが、明石駅 - 藤江駅間の本数は後述の73系統（貴崎循環線）と合わせて各毎時1本、計4本程度運転されていた。2024年春ダイヤ改正以降は明石営業所の単独運行。2021年4月より、明石駅 - 藤江駅間は、朝夕時間帯のみの運行となったため、林崎循環と貴崎循環の毎時2本の運行となっている。

#### 70系統
明石市街と藤江を結ぶ路線。旧浜国道（県道718号線）沿いを走る。
方向幕には『70 藤江駅 林崎経由』と表記（明石市営バス時代は『旧浜国道（林崎）経由 藤江駅』）。
市役所行は旧浜国道の播但汽船前交差点を左折⇒国道2号線を横断⇒西降車場を通過⇒明石駅西口交差点を北上⇒山陽電車とJR神戸線の高架をくぐった先にある明石公園入口交差点を右折⇒北のりばの前を通過⇒山下町交差点を右折⇒JR高架下にある東13番のりばに着車という運行経路である。
当初は、藤江駅→魚の棚→市役所前系統を除く全便が明石駅 - 銀座 - 大観橋 - 藤江方面というルートであったが、2005年10月に藤江方面行のみ明石駅→国道本町→樽屋町→大観橋→藤江方面というルートになった。これは71系統も同じ。
途中の市役所前発着となる便は、平日の市役所前行2本と藤江駅行1本のみだったが、2019年4月のダイヤ改正で平日の市役所前行きの1本のみの運行となった。
2021年4月までは明石駅方面行に限り、本町 - 明石駅間で経由地が2種類存在した。明石駅止まりが銀座経由、明石市役所前行が魚の棚経由となっていた。2021年4月より、魚の棚経由に統一された。
明石駅は5番のりばから発車する。ただし、明石市役所方面は13番のりばから発車する。
- 明石駅 - （←魚の棚） - （←明石本町） - （→明石国道本町） - （→樽屋町） - 大観橋 - 南王子町 - 明石警察前 - 林小学校前 - 林神社前 - 林崎 - 東松江 - 西松江 - 藤江小学校前 - 藤江神社前 - 藤江病院前 - 藤江駅
- 藤江駅 → 藤江病院前 → 藤江神社前 → 藤江小学校前 → 西松江 → 東松江 → 林崎林神社前 → 林小学校前 → 明石警察前 → 南王子町 → 大観橋 → 明石本町 → 魚の棚 → 明石駅 → 銀座 → 相生町 → 明石市役所前

#### 71系統
明石駅 - 林崎 - 藤江系統（現70系統）と明石駅 - 貴崎4丁目系統（現72系統）を、1996年に部分的に統合してできた路線。
当初は70系統と同じく、明石駅→銀座→樽屋町→藤江方面というルートであったが、2005年10月に明石駅→国道本町→樽屋町→藤江方面というルートになった。
一部に貴崎4丁目止まりがあり、2019年3月までは平日の朝、明石市役所前まで運行。
明石市交通部時代の経由地表記は『循環　旧浜国道（林崎）⇒貴崎方面』と表記されていた。現在の行先表示は『71 循環 林崎方面 藤江小学校前』と表記されている。
- 明石駅 → 明石国道本町 → 樽屋町 → 大観橋 → 南王子町 → 明石警察前 → 林小学校前 → 林神社前 → 林崎 → 東松江 → 西松江 → 藤江小学校前 → 東藤江 → 別所町 → 貴崎小学校前 → 貴崎4丁目 → 貴崎1丁目 → 宮の上南口 → 宮の上 → 宮の上北口 → 硯町 → 国道西新町 → 明石郵便局前 → 明石国道本町 → 明石駅

#### 72系統
明石市街と貴崎を結び、藤江駅まで足を伸ばす路線。
当初は明石市役所前 - 貴崎4丁目間のみの運行であったが、1996年に藤江駅まで延伸された。
一部に明石駅 - 貴崎4丁目の運行もある。
ほとんどは明石駅 - 藤江駅間の運行。市役所前発着は、平日の市役所前行2本と藤江駅行1本のみ。
2015年4月のダイヤ改正で、朝・夕方の藤江駅→明石駅の片道運行及び、土日祝日の夜の明石駅→貴崎4丁目の運行のみとなった。2019年4月のダイヤ改正で明石駅～貴崎4丁目のみの運行となった。
- 明石駅 → 明石国道本町 → 明石郵便局前 → 国道西新町 → 硯町 → 宮の上北口 → 宮の上 → 宮の上南口 → 貴崎1丁目 → 貴崎4丁目

#### 73系統（貴崎循環線）
明石駅 - 林崎 - 藤江系統（現70系統）と明石駅 - 貴崎4丁目系統（現72系統）を、1996年に部分的に統合してできた路線。
ほぼ毎時1本の運転。70 - 72系統を合わせて、ほぼ15分間隔で運行されている。また、一部に貴崎4丁目始発もある。
現在の行先表示は『73 循環 貴崎方面 藤江小学校前』と表記されている。
2015年4月のダイヤ改正で、平日朝と全日昼以降の運行となった。
- 明石駅 → 明石国道本町 → 明石郵便局前 → 国道西新町 → 硯町 → 宮の上北口 → 宮の上 → 宮の上南口 → 貴崎1丁目 → 貴崎4丁目 → 貴崎小学校前 → 別所町 → 東藤江 → 藤江小学校前 → 西松江 → 東松江 → 林崎 → 林神社前 → 林小学校前 → 明石警察前 → 南王子町 → 大観橋 → 明石本町 → 魚の棚 → 明石駅

#### 74系統（貴崎線）（休止中）
- - 明石市バス王子線（明石駅 - 市民病院 - 車庫前）の一部が、1996年に藤江駅まで延伸された路線。
  - 2012年3月16日までは大道町（現：大道町東）を経由していた。
  - 平日のみの運行。運行本数は、1日2往復のみ。
  - 2015年4月のダイヤ改正で休止となった。

#### 75系統（新浜線）（休止中）
明石駅 - 児童公園前（現：日富美町）系統と明石駅 - 南王子 - 車庫前系統を、1996年に統合してできた。
平日は1日2往復、土休日は1日1往復のみ運行していたが、2012年3月17日のダイヤ改正により、運行区間が藤江駅まで延長され、毎時1～2本の運転となった。
岬町地区のアクセス路線。運行経路は70系統とほぼ同じで、樽屋町（藤江駅行きのみ）・大観橋を経由するか、岩屋神社 - 岬町を経由するかだけの違いである。
ごく一部、明石市役所前を発着する便が設定されている。
運行経路の変更により、西新町駅前と西新町郵便局前の2箇所の停留所が廃止された。
運行経路の一部区間に於いて、岩屋神社の参道が含まれている為、毎年1月1日～1月3日までの期間は、岩屋神社初詣による交通規制が行われる関係で運休となる。
明石市交通部時代の岩屋神社の交通規制による対応は、運行経路を浜国道経由に経路変更して運行していた。
2021年4月より路線休止。
- 明石駅 - （←銀座） - （←明石本町） - （→明石国道本町） - 岩屋神社前 - 港町 - 岬町 - 日富美町 - 南王子町 - 明石警察署前 - 林小学校前 - 林神社前 - 林崎 - 東松江 - 西松江 - 藤江小学校前 - 藤江神社前 - 藤江病院前 - 藤江駅
- 明石市役所前 - 相生町 - 銀座 - 明石駅（藤江駅行は南4番／明石市役所前行は東3番） - （←魚の棚） - （→明石国道本町） - （←明石本町） - 岩屋神社前 - 港町 - 岬町 - 日富美町 - 南王子町 - 明石警察署前 - 林小学校前 - 林神社前 - 林崎 - 東松江 - 西松江 - 藤江小学校前 - 藤江神社前 - 藤江病院前 - 藤江駅

#### 76 - 77系統
2021年4月改正より新しくできた路線。75系統の休止と朝夕以外の70系統取り止めにより、路線再編が行われた。75系統の休止により、岬町方面がなくなるため、循環線の一部を岬町経由とする系統が76・77系統が生まれた。

#### 76系統（新浜-林崎循環線）
明石駅 - 林崎 - 岬町-藤江系統(旧75系統)と明石駅 - 林崎循環系統(現71系統)を統合した路線で、午後0~5時の毎時1本、計6本運転。
行先表示は『76 循環 林崎方面 岬町・藤江小経由』と表記されている。
- 明石駅 → 明石国道本町 → 岩屋神社前 → 港町 → 岬町 → 日富美町 → 南王子町 → 明石警察前 → 林小学校前 → 林神社前 → 林崎 → 東松江 → 西松江 → 藤江小学校前 → 東藤江 → 別所町 → 貴崎小学校前 → 貴崎4丁目 → 貴崎1丁目 → 宮の上南口 → 宮の上 → 宮の上北口 → 硯町 → 国道西新町 → 明石郵便局前 → 明石国道本町 → 明石駅

#### 77系統（貴崎-新浜循環線）
明石駅 - 林崎 - 岬町-藤江系統(旧75系統)と明石駅 - 貴崎循環系統(現73系統)を統合した路線で、午前8~11時の毎時1本、計4本運転。
行先表示は『77 循環 貴崎方面 岬町・藤江小経由』と表記されている。
- 明石駅 → 明石国道本町 → 明石郵便局前 → 国道西新町 → 硯町 → 宮の上北口 → 宮の上 → 宮の上南口 → 貴崎1丁目 → 貴崎4丁目 → 貴崎小学校前 → 別所町 → 東藤江 → 藤江小学校前 → 西松江 → 東松江 → 林崎 → 林神社前 → 林小学校前 → 明石警察前 → 南王子町 → 日富美町 → 岬町 → 港町 → 岩屋神社前 → 明石本町 → 魚の棚 → 明石駅

### 80番台
70番台と同様に、全て明石市営バスから譲り受けた路線で、2011年3月より運行されている。明石営業所と西神営業所が運行。

#### 80 - 82系統（明舞線）
明石駅と「明舞団地」こと明石舞子団地を結ぶ路線。運賃は82系統以外「均一区」制。
系統番号は3つに分かれているが、これは明石駅が起終点となっておらず、その周辺にある3つの施設が起終点に割り当てられているためである。
日中でも本数は多く、明石駅 - 明舞団地方面では毎時5本もの高頻度運行を行なっている。明石市役所前- 明石駅間は毎時2本となる。
同じ80系統でも、①明石駅～明舞団地～明石駅便、②明石駅～明舞団地～明石駅～明石市役所前便、③明石市役所前～明石駅～明舞団地～明石駅便、④明石駅～明舞団地～松が丘3丁目便、⑤明舞中央病院前～明石駅便、の5つ系統がある。なお、④と⑤は明石営業所の運行限定。

#### 80系統
明石駅（明舞団地方面）は1番のりばから、明石駅（明石市役所前方面）は13番のりばから発車する。
- 明石市役所前 - 相生町 - 銀座 - 明石駅 - 上の丸 - （→上の丸3丁目） - 上の丸郵便局前 - 太寺 - 太寺2丁目 - 明高下 - 中朝霧丘 - 朝霧丘 - 朝霧2丁目 - （←朝霧3丁目南） - 朝霧3丁目 - 朝霧小学校前 - 「明舞中央病院前 → 明舞センター前 → 南多聞台7丁目 → 明舞北センター → 松が丘小学校前 → 松が丘小学校南 → 松が丘3丁目」
  - 2007年11月のダイヤ改正で、平日朝に明石駅北口 - 市民病院経由車庫前行が2本、平日昼間に車庫前発市民病院 - 明石駅経由の明舞団地方面行2本が新設された。
  - 夜間時間帯の一部は、松が丘3丁目終着の便もある（方向幕では『80 明舞団地（松が丘３止）』と表記される）。また各停留所の時刻表にも松が丘３丁目止である旨の表記がされている。ただし、明石市営バスが運行していた頃は「朝霧小学校前」を発車した後に『松が丘3丁目』へと表示が切り替えられ、明石駅では時刻表を含め通常の便と区別がされていなかった。
  - 朝時間帯の一部は、明舞中央病院前始発の便もある。

#### 81系統
明石営業所のみの運行。
明石駅始発は1番のりばから、途中は14番のりばから発車する。
- 明石駅→明舞団地→明石駅→明石市民病院→茶園場町→がんセンター→明石国道事務所前
  - 平日朝に明舞団地→市民病院、平日昼間に市民病院→明舞団地の系統が数本ずつ運行される。2019年4月より、王子→がんセンター→明石国道事務所前まで平日1便のみ運行。2021年4月より、王子経由から北王子経由へ経路変更。
  - 2007年11月に新設された系統。当時の本数は、平日朝に明石駅北口 - 市民病院経由車庫前行が2本、平日昼間に車庫前発市民病院 - 明石駅経由の明舞団地方面行2本であった。
  - 明石市営バス時代は「明石国道事務所前」（当時は「車庫前」）を起点としていた。

#### 82系統
明石営業所のみの運行。
明石駅始発は1番のりばから、途中は14番のりばから発車する。
- 明石駅→明舞団地→明石駅→がんセンター→県立リハビリセンター
  - 平日朝1便のみの運行。
  - 2013年3月まで、一部の便は「明石国道事務所前」止まりで運行していた。

#### 83系統（明高線）(廃止)
50番台（漆山線）と同様に運転免許試験場へのアクセス路線であるが、こちらは、明石市営バス時代の利用者数が芳しくなかったため、本数は日に2 - 3本とかなり少ない。明石駅からの片道運行。
明石市営バス時代は、「免許試験場」を境に往路と復路でルートが異なり、往路は50番台系統の路線と同じだが、復路は往路より北側を通り、「上ノ丸」などを経由していた。
明石市営バス時代の免許試験場→明石駅行きは、2009年4月1日のダイヤ改正で一時増便され、平日は1時間当たり最大3本運行されていた。
なお、明石市営バス時代の「免許試験場」停留所は「自動車試験場前」と名乗っており、同局が使用していた折り返し用の転回場も残っている。また、2004年9月までは明石駅より南の「銀座」停留所発で、明石駅を経由していなかった。
2019年4月1日のダイヤ改正で廃止。
- 明石駅 → 黒橋 → 免許試験場

#### 84・89系統（学院線）
朝霧川沿って運行される、神戸学院大学を発着する路線。いずれも基本的に大学を起終点としているが、84系統は一部の時間帯にその先の「上脇」にて、発着する便もある。
89系統は、2011年3月のダイヤ改正で大部分が通常運行となった。利用者が少ないため、現在は休止している。通学時間帯に限りノンストップ便がある。

#### 84系統
明石営業所のみの運行。
明石駅は2番のりばから発車する。
- 明石駅 - 上ノ丸 - （→上ノ丸3丁目） - 上ノ丸郵便局前 - 太寺 - 太寺2丁目 - 明高下 - 中朝霧丘 - 朝霧丘 - 朝霧2丁目 - （←朝霧3丁目南） - 朝霧3丁目 - あさぎり病院前 - （→朝霧台北） - 大末 - （←日向前） - 有瀬橋 - 神戸学院大学（ - 神戸学院大学口 - 大津和 - 上脇）
- 2012年3月17日に新設され、神戸学院大学発は、毎時1本ずつだが明石駅発は、夕方から毎時1，2本運行された。上脇発は早朝のみ、上脇着は夜間のみであった。2024年4月に上脇着が休止され、昼間の運行も休止された。

#### 89系統（廃止）
- 朝霧駅（4番） - 松が丘4丁目 - 大蔵谷清水 - 大蔵谷清水西 - （←朝霧3丁目南） - 朝霧3丁目 あさぎり病院前 - （→朝霧台北） - 大末 - （←日向前） - 有瀬橋 - 神戸学院大学
- 明石駅から神戸学院大学への通学状況を改善するために、2004年4月1日より新設された路線であり、2012年3月16日までは、全て途中の停留所を通過するノンストップ便だったが、2012年3月17日のダイヤ改正で89系統（神戸学院大学 - あさぎり病院 - 朝霧3丁目 - 大蔵谷清水 - 朝霧駅）が開業したことにより、ノンストップ便は朝霧駅→神戸学院大学の片道運行となった（2019年休止）。
- ノンストップ便は県道487号線を北上し、伊川谷高校前交差点を左折して神戸学院大学へ向かう。その逆は漆山交差点を南下し朝霧川沿いを進み、朝霧2丁目交差点を左折して朝霧駅へ向かう。
- 神戸学院大学でイベント（入試や学園祭などの催事）がある場合は神戸学院大学発朝霧駅直通が臨時便として運行される。
- 神戸学院大学の講義時間に合わせて運行されるため、約60-90分間隔での運行となる。

- 朝霧駅 - 大蔵谷清水 - あさぎり病院 - 神戸学院大学
- 神戸学院大学 - あさぎり病院 - 大蔵谷清水 - 朝霧駅
- 朝霧駅 - （直通） - 神戸学院大学
- 神戸学院大学 - （直通） - 朝霧駅
- 2021年4月より、朝霧駅発 直通 神戸学院大行が減便され、路線休止された。

#### 85系統（東朝霧丘循環線）
朝霧丘地区へのアクセスの便を図って新設された路線で、毎時1本運行されている。始発便は「大末」始発で、最終便のみ、途中の「日向前」止まりとなる。
当路線専用の小型車（日野・ポンチョ）が運行に当たっている。
明石駅は2番のりばから発車する。
- 明石駅 - 上ノ丸 - （→上ノ丸3丁目） - 上ノ丸郵便局前 - 太寺 - 太寺2丁目 - 明高下 - 中朝霧丘 - 朝霧丘 - 「東朝霧丘 →  東朝霧丘北 → 朝霧山手町北 → 頭谷 → 日向前 → 大末 → あさぎり病院前 → 朝霧3丁目 → 朝霧3丁目南 → 朝霧2丁目」

#### 86系統（錦城線）
明石駅と北別府・西神南地区を最短経路で結ぶ路線で、2時間に1本の間隔で運行されていた。朝に赤羽神社南始発の明石駅行、夜に明石駅発の赤羽神社南行がある。2021年4月より、赤羽神社南発着に短絡された。
当路線が設けられるまで天王町 - 錦城地区には路線バスがなく、利便性の向上に貢献した（それまでは井出・上ノ丸・上ノ丸郵便局前といった周辺の各停留所まで出る必要があった）。
明石駅は2番のりばから発車する。西神南駅は3番のりばから発車していた。
- 明石駅 - 上ノ丸 - 錦城中学校前 - 天王町 - 赤羽神社南 （- 白水3丁目 - 北別府5丁目 - 丁の山公園 - 伊川谷インター前 - 永井谷 - 井吹台西町3丁目 - 西神南駅）

#### 87・88系統（朝霧線）
松が丘地区や大蔵谷・清水地区を経由し、明石駅と朝霧駅を結ぶ路線。それぞれ毎時1本運行され、各地区と両駅を最短距離で結んでいる（両駅間を最短距離で結んでいるのは88系統）。
かつては明石駅 - 松が丘5丁目・大蔵谷清水間のみの運行だったが、後に朝霧駅まで延伸され、前述の明舞線を補完する役割も担うようになった。
2011年3月の神姫バスへの移譲後は、両系統共に全便が明石駅発着に統一された。明石市営バス時代は、明石駅に隣接する市役所前発着や銀座発、松が丘5丁目（87系統）や大蔵谷清水（88系統）で明石駅へ折り返す便もあった。その後87系統と88系統は統合されている。ただし朝の明石駅行き1本のみそのままである。2020年4月のダイヤ改正により、山陽バス67系統が新設されたことに伴い休止となる。明石駅～朝霧小学校間は60系統、松が丘5丁目～大蔵谷清水西間は67系統が補完する形となる。利用者が少ないため、80系統と誤乗する利用者が少なくないためと考えられる。

#### 87系統(行先表示は松が丘5丁目・大蔵谷清水)（休止）
- 明石駅（南2番） - 上ノ丸 - 上ノ丸3丁目 - 上ノ丸郵便局前 - 太寺 - 太寺2丁目 - 明高下 - 中朝霧丘 - 朝霧丘 - 朝霧2丁目 -  朝霧3丁目 - 朝霧小学校前 - 松が丘5丁目 - 松が丘5丁目南 - 松が丘4丁目 - 大蔵谷清水 - 大蔵谷清水西 - 朝霧2丁目 - 朝霧丘 - 中朝霧丘 - 明高下 - 太寺2丁目 - 太寺 -上ノ丸郵便局前 -上ノ丸 - 明石駅

#### 88系統
- 朝霧駅 → 松が丘4丁目 → 大蔵谷清水 → 大蔵谷清水西 → 朝霧2丁目 → 朝霧丘 → 中朝霧丘 → 明光下 → 太寺 → 上の丸郵便局前 → 上の丸3丁目 → 上の丸 → 明石駅

### 90番台

#### 90系統（出合線）
- 西明石駅 - （西明石駅東口（降車専用） ← 西明石北口（降車専用））/（国道西明石 → 松の内 → 西明石町5丁目 → 西明石町3丁目 → 鳥羽南）- 鳥羽 - 王塚台1丁目 - 中野東口 - 「中野1丁目北 → 丸山公園前 → 出合中野公園 → 中野2丁目南 → 中野1丁目南」
  - 朝、西明石駅行は中野1丁目北始発、夕、西明石駅発は中野1丁目南終着でラッシュ帯のみの運行。
  - 西明石駅発は出合中野住宅と行先が表示。
  - 2019年4月のダイヤ改正で出合方面行きのみ系統番号が90Aとなり、西明石駅発車後は国道西明石〜西明石5丁目（旧・花園）を経由するルートに変更された。

#### 91系統（滝川線）
滝川第二中学校・高等学校への通学路線。92系統（西神線）の区間便と捉えることもできる。
滝川第二中学高校行きは91A系統に分離されたため、西明石行き一方向のみの運行となっている。
運行時刻表が神姫バスにより発表されているものの、学校の運営形態や行事などにバスのダイヤを対応させる必要がある。そのため、毎月滝川第二高校・神姫バス間で交渉を行いその末に滝川第二中学校・高等学校ホームページで発表される専用の運行時刻表が使用されているのが現状である。
- 滝川第二中学高校 → 環境西事業所前 → 向井 → 平野八幡神社前 → 玉津インター前 → 玉津支所前 → 出合橋 → 王塚台7丁目 → 王塚台東口 → 王塚台5丁目 → 王塚台1丁目 → 鳥羽 → 西明石北口 → 西明石駅東口 → 西明石駅
  - 滝川第二中学校・高等学校が休校日の場合は運休。

- 【直通】西明石駅 → 滝川第二中学高校
  - 学校行事が催される時は臨時便が運行される場合がある。
  - 滝川第二中学校・高等学校が休校日の場合は運休。

#### 91A系統（滝川線）
2019年4月のダイヤ改正において、91系統の滝川第二中学高校行きを分離した上にルート変更する形で誕生した。そのため、滝川第二中学高校行き一方向のみの運行になっている。
運行時刻表が神姫バスにより発表されているものの、学校の運営形態や行事などにバスのダイヤを対応させる必要がある。そのため、毎月滝川第二高校・神姫バス間で交渉を行いその末に滝川第二中学校・高等学校ホームページで発表される専用の運行時刻表が使用されているのが現状である。
- 西明石駅 → 国道西明石 → 松の内 → 西明石町5丁目 → 西明石町3丁目 → 鳥羽南 → 鳥羽 → 王塚台1丁目 → 王塚台5丁目 → 王塚台東口 → 王塚台7丁目 → 出合橋 → 玉津支所前 → 玉津インター前 → 平野八幡神社前 → 向井 → 滝川第二中学高校
  - 2021年4月のダイヤ改正より環境西事業所前に停車しなくなった。交通量の多い国道175号線において左レーンに寄り環境西事業所前停留所に停車した直後、下村交差点で右折レーンに入ることが困難だからである。
  - 西明石駅 → 平野八幡神社前は、平日の深夜に1便のみの運行。
  - 滝川第二中学校・高等学校が休校日の場合は運休する。

- 【直通】滝川第二中学高校 → 西明石駅
  - 学校行事が催される時は臨時便が運行される場合がある。
  - 滝川第二中学校・高等学校が休校日の場合は運休。

#### 92系統（西神線）
- 西明石駅（1番）- 西明石北口 - 鳥羽 - 王塚台1丁目 - 王塚台5丁目 - 王塚台東口 - 王塚台7丁目 - 出合橋 - 西区役所前 - 玉津インター前 - 平野八幡神社前（旧・神戸西高校） - 芝崎 - 春日台4丁目 - かすがプラザ前 - 春日台3丁目 - 春日台2丁目 - 美賀多台4丁目 - 美賀多台3丁目 - 美賀多台2丁目 - 西神中央駅
  - 西明石駅と西神中央駅を結んでおり、公共交通では両駅間を最短で結んでいる。
  - 本数は毎時1本前後で、西神営業所との共同運行。また2025年4月より大久保出張所が担当に加わった一方、明石営業所受け持ちは平日夜の西明石駅発1便のみに縮小された。
  - 一部は王塚台東口始発である。
  - 2019年4月のダイヤ改正で西神中央方面行きのみ系統番号が92Aとなり、西明石駅を発車すると国道西明石〜西明石5丁目（旧・花園）を経由するルートに変更された。

#### 93系統
- 西明石駅（1番）- 西明石北口 - 鳥羽 - 王塚台1丁目 - 王塚台5丁目 - 王塚台東口 - 王塚台7丁目 - 出合橋 - 玉津支所前 - 玉津インター前 - 平野八幡神社前 - 向井 - 環境西事業所前 - 春日台4丁目 - かすがプラザ前 - 春日台3丁目 - 春日台2丁目 - 美賀多台4丁目 - 美賀多台3丁目 - 美賀多台2丁目 - 西神中央駅
  - 2022年4月1日運行開始。92系統のうち西神中央駅11 - 16時台発を環境西事業所経由に振り替えて誕生した。西神営業所と大久保出張所が全便担当。

#### 93A系統
- - 西明石駅（1番）- 国道西明石 - 西明石町3丁目 - 鳥羽 - 王塚台1丁目 - 王塚台5丁目 - 王塚台東口 - 王塚台7丁目 - 出合橋 - 玉津支所前 - 玉津インター前 - 平野八幡神社前 - 向井 - 環境西事業所前 - 春日台4丁目 - かすがプラザ前 - 春日台3丁目 - 春日台2丁目 - 美賀多台4丁目 - 美賀多台3丁目 - 美賀多台2丁目 - 西神中央駅
    - 2022年4月1日運行開始。92A系統のうち西明石駅9 - 15時台発を環境西事業所経由に振り替えて誕生した。西神営業所と大久保出張所が全便担当。

### 西神地区と明石地区で系統番号が重複している路線
17系統
- 西神地区：西神中央駅 - 寺谷 - 複合産業団地循環 - 寺谷 - 西神中央駅
- 明石地区：魚住駅 → 古郷 → 北場 → 高丘７丁目 → 高丘西口 → 山の下 → 大久保駅

18系統
- 西神地区：西神工業団地（興亜池公園）- 高塚台5丁目 -  （カワサキ前）- 明石駅
- 明石地区：高丘7丁目 → 天郷 - 高丘5丁目 - 中央センター前 - 高丘4丁目西 - 山の下 - 大久保駅前

20系統
- 西神地区： 西神中央駅 - 桜が丘 - 押部谷（栄）（神姫ゾーンバス）
- 明石地区： 明石市役所前 - 明石駅 - 明石市民病院 - 大道町 - がんセンター循環 - 明石駅

27系統
- 西神地区： 西神中央駅 - 神戸ワイナリー（直通）（神姫ゾーンバス）
- 明石地区： 宮下1丁目→丸塚→国道175号経由→がんセンター→明石駅

70系統
- 西神地区： 西神中央駅 - 工業会館 - 押部谷（栄）（神姫ゾーンバス）
- 明石地区： 明石市役所前 - 明石駅 - 旧浜国道（林崎・松江） - 藤江駅

73系統
- 西神地区： 西神中央駅 - 工業会館 - 月が丘 - 押部谷（栄）（神姫ゾーンバス）
- 明石地区： 明石駅→国道2号（硯町）→貴崎→旧浜国道（松江・林崎）→大観橋→明石駅

74系統
- 西神地区： 西神中央駅 - 食品団地 - 月が丘 - 押部谷（栄）（神姫ゾーンバス）
- 明石地区： 明石駅 - 明石市民病院 - がんセンター - 貴崎 - 藤江駅

75系統
- 西神地区： 西神中央駅 - 農業公園 - 月が丘 - 押部谷（栄）（神姫ゾーンバス）
- 明石地区： 明石駅 - 岩屋神社前 - 岬町 - 旧浜国道（林崎・松江） - 藤江駅

80系統
- 西神地区： 西神中央駅 - 農業公園 - 押部谷連絡所 - 富士見が丘 - 緑が丘駅（神姫ゾーンバス）
- 明石地区： 明石市役所⇔銀座⇔明石駅⇔太寺⇔朝霧3丁目→明舞中央病院→明舞北センター→松が丘小学校→（朝霧3丁目へ）

81系統
- 西神地区： 西神中央駅 - 農業公園 - 押部谷連絡所 - 富士見が丘 - 緑が丘駅 - 三木北高校 - 青山5丁目（神姫ゾーンバス）
- 明石地区： 明石市民病院⇔明石駅⇔太寺⇔朝霧3丁目→明舞中央病院→明舞北センター→松が丘小学校→（朝霧3丁目へ）

82系統
- 西神地区： 西神中央駅 - 高塚高校 - 養田・和田 - 田井北口 - 山西 - 三木営業所
- 明石地区： リハビリセンター⇔明石駅⇔太寺⇔朝霧3丁目→明舞中央病院→明舞北センター→松が丘小学校→（朝霧3丁目へ）

## 車両
2022年現在、全て大型車または小型車で、中型車が在籍しない。
三菱ふそう製は、エアロスターが多数在籍する。2012年の明石市営バス路線譲受の際には、一挙19台が導入された。このほか、神戸西快速・洲本学園線で使用される特高車は、三菱ふそうエアロバス、エアロエースと日野・セレガが在籍する。
日野製は、ブルーリボンⅡワンステップバス6台と、ブルーリボンノンステップバスが9台在籍する。これ以外に、85系統に使用される小型車のポンチョが2台在籍する。
いすゞ製は、ノンステップバスと淡路交通から移籍のエルガワンステップバスが在籍する。